# عرصه‌دوگاه
عرصه‌دوگاه روستایی است که در استان اردبیل، شهرستان کوثر، بخش مرکزی، دهستان سنجبد غربی قرار دارد.

## جمعیت
بر اساس سرشماری سال ۱۳۸۵ جمعیت این روستا ۲۱۲ نفر با ۳۹ خانوار بوده‌است.